# Erdoğan Coşkun
Erdoğan Coşkun (* 8. August 1983) ist ein ehemaliger türkischer Eishockeyspieler, der zuletzt bis 2017 beim İzmir Büyükşehir Belediyesi SK unter Vertrag stand. Er wurde insgesamt viermal türkischer Meister.

## Karriere
Erdoğan Coşkun begann seine Karriere als Eishockeyspieler beim İzmir Büyükşehir Belediyesi SK, für den er 2001 als 18-Jähriger in der Superliga debütierte. Die Spielzeit 2001/02 verbrachte er beim İstanbul Paten SK, der damals nicht erstklassig spielte. Anschließend kehrte er in die Superliga zurück und stand drei Jahre für die Mannschaft der türkischen Polizeiakademie auf dem Eis, mit der er 2004, 2005 und 2006 die türkische Meisterschaft für sich entscheiden konnte. Trotz der Erfolge verließ er 2006 das Team aus der Hauptstadt Ankara und schloss sich dem Kocaeli Büyükşehir Belediyesi Kağıt SK, mit der er bereits in seiner ersten Spielzeit dort erneut den Landesmeistertitel erringen konnte, es war der erste Titel für das Team aus İzmit. Nachdem in den Folgejahren kein weiterer Titel hinzugekommen war, wechselte Coşkun 2010 zu seinem Stammverein nach İzmir, der damals noch in der zweiten türkischen Liga spielte, zurück. Seit 2011 war er mit der Mannschaft wieder in der Superliga vertreten und 2013 und 2016 reichte es zum Vizemeistertitel hinter dem Başkent Yıldızları SK beziehungsweise dem Zeytinburnu Belediyesi SK. Anschließend zog İzmir BB sich wieder aus der Superliga zurück und Coşkun spielte noch ein Jahr mit dem Team zweitklassig, ehe er seine Karriere beendete.

### International
Für die Türkei nahm Coşkun im Juniorenbereich an der U20-Weltmeisterschaft 2003 in der Division III teil.
Mit der Herren-Nationalmannschaft spielte er bei den Weltmeisterschaften der Division II 2002, 2005, 2007, 2010, 2013 und 2014 sowie bei den Weltmeisterschaften der Division III 2004, 2006, 2008, 2011, 2012, als er die beste Plus/Minus-Bilanz aller Spieler erreichte, und 2015. Zudem vertrat er seine Farben beim Vorqualifikationsturnier für die Olympischen Winterspiele 2010 in Vancouver.

## Erfolge und Auszeichnungen
- 2004 Aufstieg in die Division II bei der Weltmeisterschaft der Division III
- 2004 Türkischer Meister mit der Polis Akademisi ve Koleji
- 2005 Türkischer Meister mit der Polis Akademisi ve Koleji
- 2006 Aufstieg in die Division II bei der Weltmeisterschaft der Division III
- 2006 Türkischer Meister mit der Polis Akademisi ve Koleji
- 2007 Türkischer Meister mit dem Kocaeli Büyükşehir Belediyesi Kağıt SK
- 2010 Meiste Scorerpunkte eines Verteidigers bei der U-18-Weltmeisterschaft der Division III
- 2012 Aufstieg in die Division IIB bei der Weltmeisterschaft der Division III
- 2012 Beste Plus/Minus-Bilanz bei der Weltmeisterschaft der Division III